# Cucina cambogiana

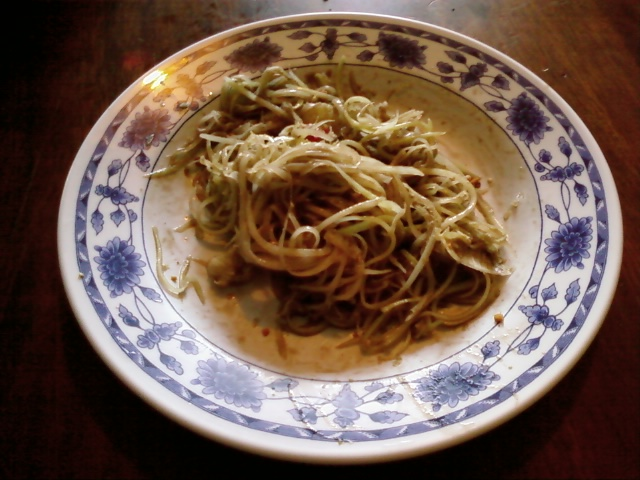
Bok l'hong

La cucina cambogiana è la cucina tradizionale del popolo della Cambogia. Un pasto tipico è composto da più portate, generalmente con sapori, consistenze e temperature contrastanti, realizzate utilizzando molte erbe, foglie, verdure sottaceto, fiori commestibili e altri condimenti.
Il riso è l'ingrediente base che viene consumato in ogni pasto, sia come accompagnamento che come ingrediente di molti piatti. Secondo l'Istituto internazionale per la ricerca sul riso, in Cambogia ne esistono 2 000 varietà indigene, che sono state sviluppate nei secoli dai coltivatori cambogiani. Il riso viene mangiato durante tutto il giorno come snack da strada (torte fritte con erba cipollina e spinaci), o per colazione come il famoso Kuy teav (zuppa di noodles di riso), oppure come dessert.
Il riso bianco viene servito inoltre con quasi tutti i pasti, tipicamente con pesce d'acqua dolce alla griglia, una zuppa (samlar), ed un assortimento di erbe, insalate e verdure stagionali.

## Ingredienti

### Condimenti

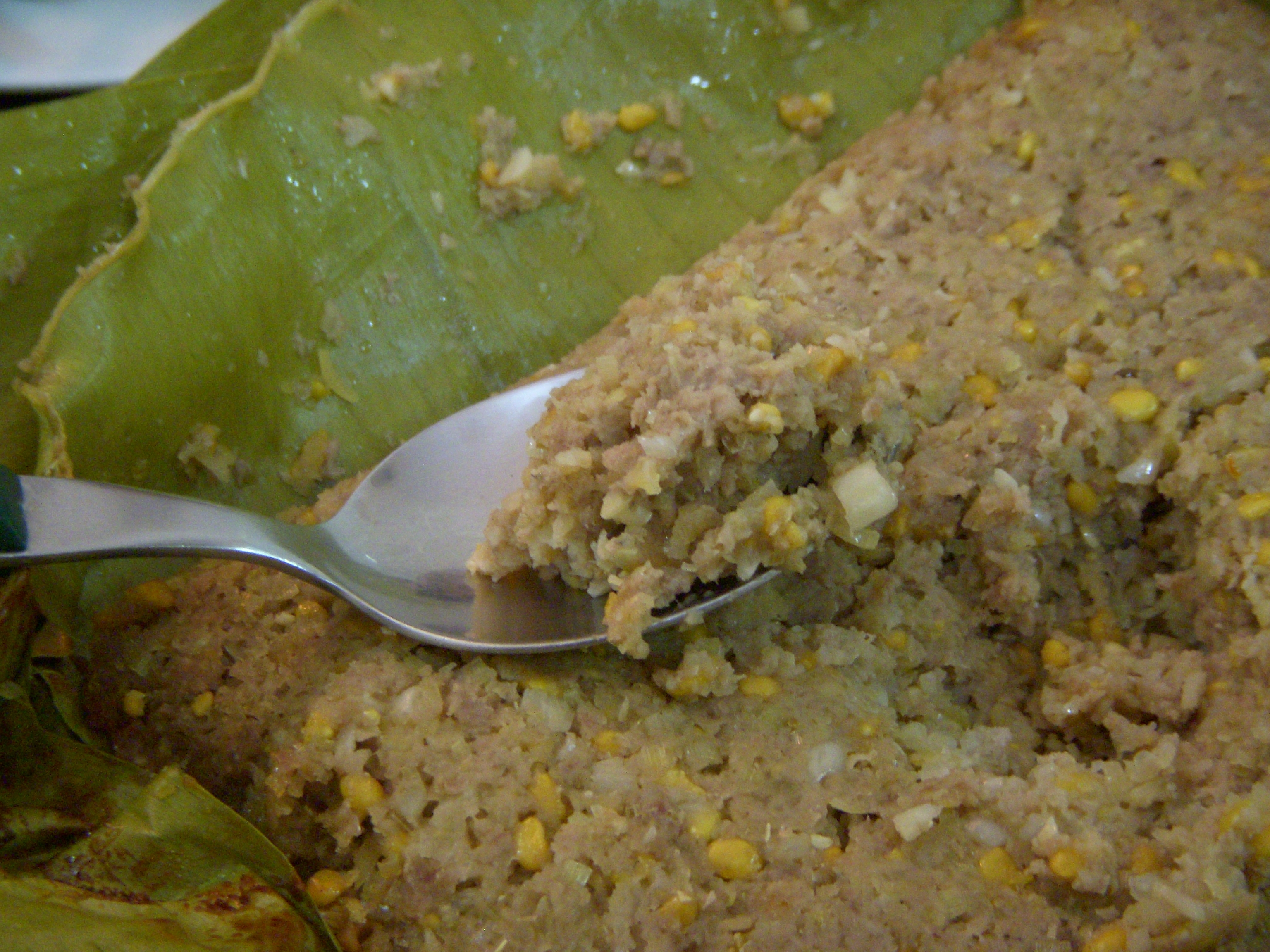
Prahok fritto in foglie di banano

Nella cucina khmer, di solito si distingue tra condimenti a base di pasta fermentata e ingredienti in salamoia. Entrambi vengono invecchiati per almeno un anno al fine di raggiungere il pieno potenziale di gusto.
- Mam si riferisce a filetti salati e fermentati di un pesce d'acqua dolce noto come testa di serpente, ai quali vengono aggiunti riso glutinoso e zucchero di palma durante il processo di fermentazione per conferire un sapore più maturo e dolce. Lo zucchero e il riso conferiscono all'ingrediente una sfumatura rossastra. Dal momento in cui il pesce viene sfilettato, il Mam può impiegare oltre un anno per raggiungere la maturità.
- Prahok è un ingrediente molto comune nella cucina della Cambogia e costituisce una caratteristica che la differenzia da quella dei suoi vicini. Si tratta di un tipo di pasta di pesce fermentata, con un aroma pungente distintivo utilizzato in molti piatti per aggiungere un sapore salato. Può essere preparato in molti modi: fritto (Prahok jien) solitamente mescolato con carne di manzo o maiale e peperoncino, oppure lasciato cuocere sotto un fuoco o in mezzo ai carboni ardenti. Viene utilizzato ampiamente anche nelle zuppe e nei piatti saltati in padella, oltre che come salsa di accompagnamento.
- Kapi è un altro ingrediente comune nella cucina khmer. Si tratta di una pasta di gamberetti fermentati che viene spesso mescolata con aglio e peperoncino ed utilizzata come salsa per la cottura di carni alla griglia e fritte. È anche un ingrediente comune in alcuni curry e insalate di papaya per ottenere un gusto più salato e un sapore più ricco.

### Spezie

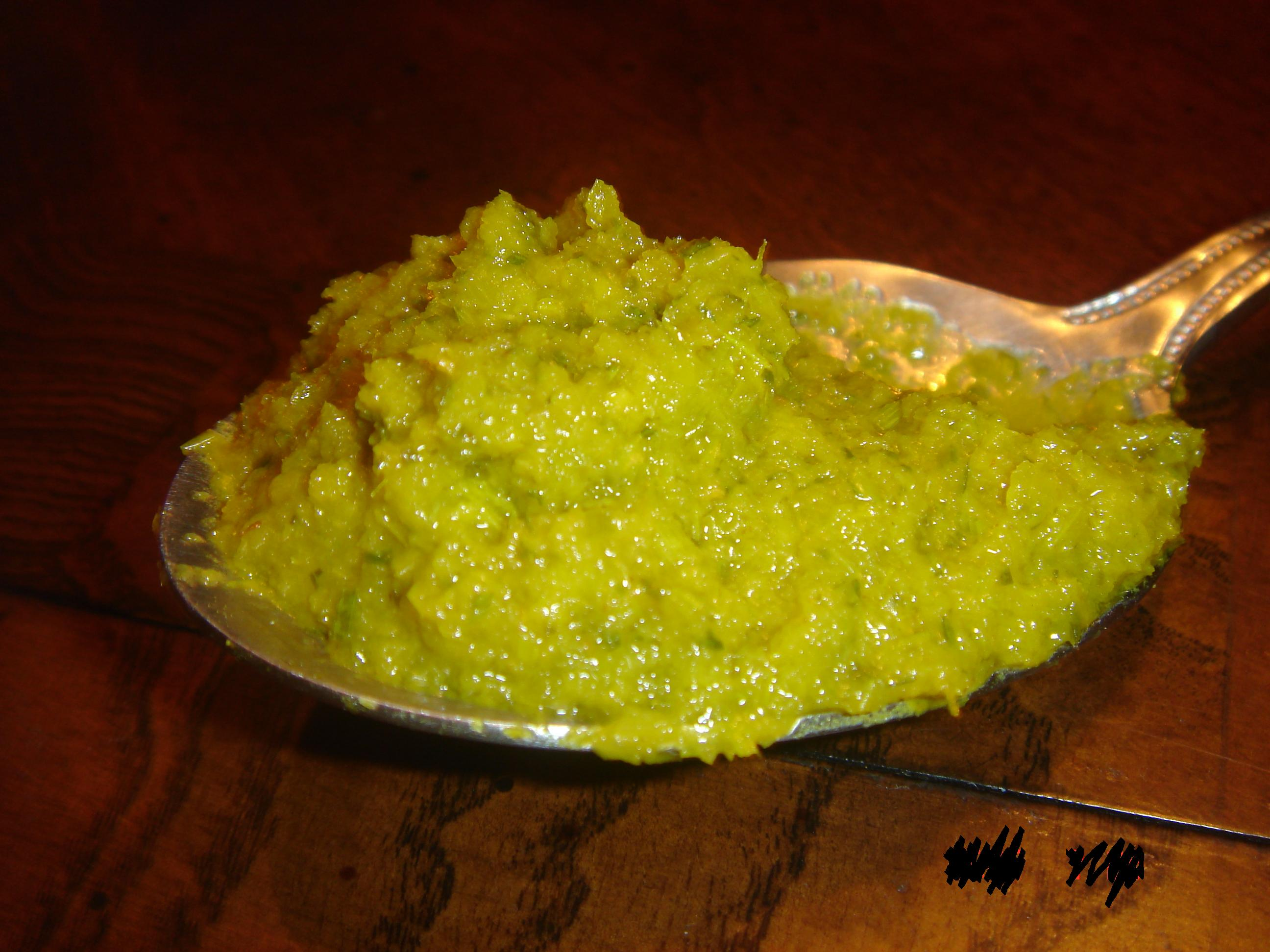
Kroeung, pasta aromatica a base di spezie

- Pepe nero: viene abbondantemente consumato in piatti saltati in padella, zuppe, marinature per carni alla griglia e salse da accompagnamento. Il pepe ha una lunga storia in Cambogia essendo stato coltivato almeno dal XIII secolo. In particolare la varietà della provincia di Kampot ha rappresentato il prodotto maggiormente esportato dalla fine del XIX secolo fino agli anni '60 del XX secolo. Era infatti considerato uno dei migliori al mondo per le sue note floreali ed il suo aroma pungente, e veniva utilizzato in tutti i ristoranti francesi per la classica bistecca au poivre. Oggi, l'industria del pepe è in fase di rilancio soprattutto da quando ha acquisito lo status di Indicazione Geografica Protetta nel 2008.
- Kroeung: dall'India, i cambogiani hanno imparato l'arte di miscelare le spezie in una pasta utilizzando molti ingredienti come cardamomo, anice stellato, chiodi di garofano, cannella, noce moscata, zenzero e curcuma. Altri ingredienti nativi come citronella, galanga, aglio, scalogno, coriandolo e foglie di lime kaffir vengono aggiunti a questa miscela di spezie per creare una pasta aromatica distintiva e complessa chiamata kroeung, che viene comunemente usata nella cucina cambogiana.

### Verdure
Molte verdure usate nella cucina Khmer sono le stesse usate anche nella cucina cinese. Verdure come melone d'inverno, melone amaro, luffa, spinaci d'acqua e fagioli serpente si possono trovare nelle zuppe e negli stufati. Verdure come funghi, cavoli, mais, germogli di bambù, zenzero fresco, cavolo cinese e piselli sono comunemente usati in molti piatti saltati in padella, noti con il termine generico chhar. I fiori di banano vengono tagliati e aggiunti ad alcuni piatti di noodles come il Num banh chok.

### Pesce e carne
Poiché il Paese ha una vasta rete di corsi d'acqua, il pesce d'acqua dolce svolge un ruolo importante nella dieta della maggior parte dei cambogiani, facendosi strada in molte ricette. La maggior parte dei pesci mangiati in Cambogia, provengono dal fiume Mekong, dal fiume Bassac e dall'ampio bacino del Tonlé Sap. I pesci più diffusi sono il pesce gatto che viene cucinato al vapore nel famoso piatto chiamato Amok Trey e il Trey Dang Dau che viene spesso consumato fritto.
I frutti di mare includono una varietà di molluschi, gamberi, gamberetti e calamari. Le aragoste e i granchi non vengono molto consumati a causa del loro prezzo, ma i cambogiani della classe media e i turisti li possono mangiare nelle località di Sihanoukville e Kep.
In generale nella cucina khmer il pesce è molto più comune della carne, tuttavia vengono molto consumati anche maiale, pollo e, in misura minore, manzo. Varietà di carne più insolite includono rane, tartarughe dal guscio molle, insetti (grilli, coleotteri, larve e formiche) e ragni fritti (principalmente tarantole), consumati soprattutto nella cittadina di Skoun, nei dintorni di Phnom Penh.

### Frutta
La frutta in Cambogia è estremamente popolare. Il durian, che è considerato il "re dei frutti", si distingue per le grandi dimensioni, il forte odore e la buccia spinosa. Altrettanto famosi sono il mangostano, la sapodilla e la melastella. Sebbene i frutti siano generalmente considerati dessert, alcuni come manghi maturi, anguria e ananas vengono consumati comunemente con pesce salato e riso semplice.
Alcuni frutti (soprattutto durian, manghi e banane) vengono frullati per ottenere bevande chiamate tuk krolok.

## Piatti famosi
I cibi di strada cambogiani sono una combinazione di influenze provenienti dalla Cina e dal sud-est asiatico. Ne esiste un'enorme varietà che spesso non è nota al di fuori del Paese e rappresentano il cuore della vita quotidiana tradizionale cambogiana.

### Noodles
La caratteristica dei noodles cambogiani è che le diverse varietà di spaghetti sono scambiabili con i diversi tipi di brodo (come il brodo di Kuy Teav mangiato con i noodles Mee Sua, ad esempio). Hanno origini dalle influenze cinesi e portano molte somiglianze con gli altri spaghetti del sud-est asiatico.

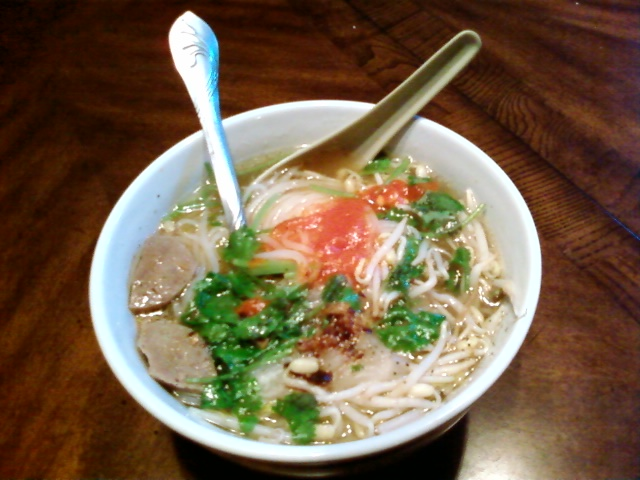
Kuy teav

- Kuy teav: zuppa di spaghetti di riso tradizionale a base di brodo di maiale è un famoso piatto per la colazione in Cambogia ed è popolare nei paesi limitrofi con una numerosa popolazione khmer. Inizialmente consumato dai cambogiani di origine cinese, è sempre servito con le guarnizioni di foglie di lattuga, germogli di soia, scalogno tritato, coriandolo, pepe nero di Kampot, succo di lime e olio all'aglio caramellato. Può essere servito in due modi: con tutti gli ingredienti nella zuppa o con la zuppa a parte. La versione di Phnom Penh è la più stravagante, spesso contenente alcuni o tutti i seguenti condimenti: pancetta di maiale, maiale macinato, sangue di maiale rappreso, frattaglie di maiale tritate come intestino, cuore, fegato e polmone, anatra arrosto, gamberi del fiume Mekong, torta di pesce e calamari. Esistono versioni moderne di Kuy Teav con carne di manzo, pollo o frutti di mare che si sono evolute di recente.
- Num Banh Chok: è un noto e amato piatto cambogiano che si può facilmente trovare nelle bancarelle di cibo di strada, nei ristoranti o nei mercati. È un cibo tipicamente consumato per colazione ed era originariamente una specialità regionale della provincia di Kampot, ma ormai la sua popolarità è tale che in inglese, viene semplicemente chiamato khmer noodles. Si tratta di spaghetti di riso, conditi con una salsa al curry verde a base di pesce, cucinata con citronella, radice di curcuma e lime di kaffir. Esiste anche una versione con il curry rosso, riservata alle feste nuziali ed altre occasioni importanti
- Mee Kiev: in lingua khmer Mee significa noodle all'uovo, mentre Kiev significa "raviolo"; si tratta quindi di una versione khmer della zuppa wonton. Il brodo è chiaro con erba cipollina e i ravioli sono riempiti con carne di maiale e gamberetti.
- Banh Sung: è un piatto di noodles molto comune nei mercati del sud della Cambogia. È condito con latte di cocco, salsa di pesce, prosciutto, menta e verdure. È molto simile al piatto vietnamita bánh tằm bì.

### Zuppe e stufati
Il termine samlar si riferisce a piatti a base di zuppa che vengono mangiati con riso, mentre il termine Sup si riferisce a piatti che possono essere mangiati senza bisogno di riso (di solito di origine cinese o europea).
- Samlar korko: viene considerato uno dei piatti nazionali cambogiani. La base della zuppa è creata da una varietà di verdure che riflettono l'ambiente rurale della Cambogia e l'uso del prahok per creare un sapore salato piccante.
- Samlar machu: in realtà indica un'intera classe di samlar, per cui il sapore dominante è un'acidità aromatica e agrumata. Quasi ogni città o provincia ha la sua versione di questo piatto, come il samlar machu kroeung (con pasta kroeung, curcuma, spinaci di fiume, coriandolo, costolette di manzo in umido e trippa), samlar machu Khmer Krom (con pomodoro, ananas, pesce gatto, radice di loto e basilico) e samlar machu Siem Reap (contenente germogli di bambù e minuscoli gamberi d'acqua dolce).
- Samlar kari: è un piatto tradizionale per matrimoni e celebrazioni, con cocco, pollo al curry delicatamente speziato con paprika e con una consistenza di zuppa, spesso cucinato con patate dolci, cipolla alla julienne, fagioli serpente e germogli di bambù.
- Ngam nguv: zuppa di pollo aromatizzata con limoni sottaceto interi.

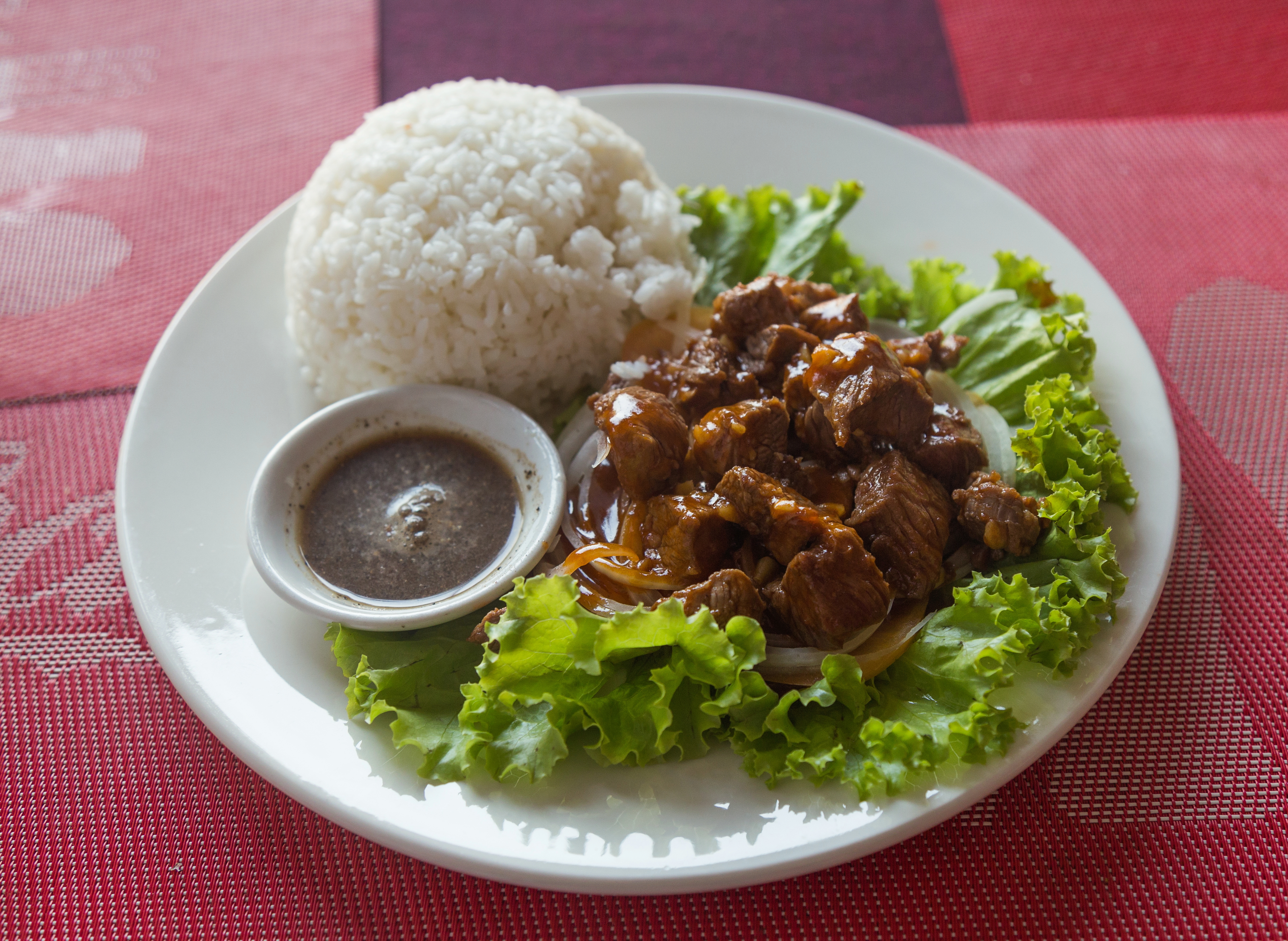
Lok Lak

- Chhnang plerng: è la forma più comune di hot pot consumata in Cambogia. Una pentola contenente brodo, verdure e carne viene condivisa tra i membri della famiglia. Chhnang plerng è il termine generale per indicare questo tipo di zuppa, esistono poi termini specifici per identificare le varie tipologie (ad esempio Yao hon è fatta con un brodo piccante di cocco).

### Cibi fritti e saltati

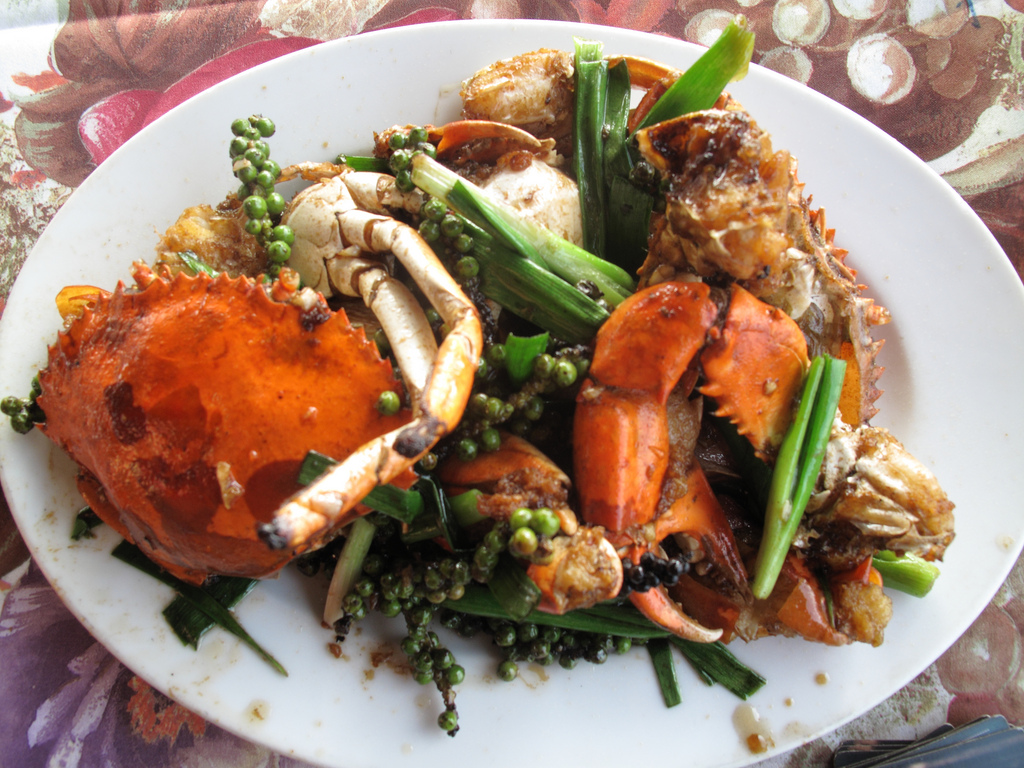
Kdam Chha, granchio fritto tipico della Provincia di Kep

Il termine Chha si riferisce alla tecnica della frittura al salto che è stata introdotta dagli immigrati cinesi.
- Mee Ketang: piatto di spaghetti di riso larghi, saltati con uova, mais, carote, cavolo cinese, funghi e carne (solitamente di manzo) e salsa di ostriche. In lingua khmer il nome del piatto si traduce letteralmente come noodles in stile cantonese, rivelando la sua origine.
- Mee M'poang: piatto di noodles fritti croccanti conditi con carne di manzo e sugo.
- Lok Lak: manzo marinato saltato in padella con cipolle rosse fresche, servito su un letto di lattuga, cetrioli e pomodori e immerso in una salsa a base di succo di lime, sale marino e pepe nero di Kampot. Le varianti regionali includono lok lak Americain, che si trova nei menù dei bistrot a Phnom Penh, che si distingue per l'aggiunta di patatine e un uovo fritto.
- Lort Chha: sono spaghettini corti di tapioca, saltati in padella con uova e pollo, consumati principalmente con salsa di pesce. Il termine Lort si riferisce a qualsiasi sostanza che cade attraverso un buco, quindi in questo caso a come vengono fatti gli spaghetti di tapioca. Esistono alcune varianti di questo piatto anche in Thailandia, Laos e a Hong Kong.
- Chha Kh'nhei: una frittura piccante di carne (di solito pollo, anguilla o rana) aromatizzata con radice di zenzero alla julienne, pepe nero di Kampot, aglio, soia e peperoni.
- Kdam Chha: tipico della città Kep, consiste in granchio fritto, preparato con il pepe nero della vicina Kampot.
- Bai Chha: è la versione khmer del riso fritto cinese, include aglio, salsa di soia, erbe e spesso viene mangiato con carne di maiale.
- Num pang chen: è una focaccia di scalogno che combina lo stile francese e cinese. Viene contemporaneamente fritto e cotto nel forno
- Num banh chao: è una crêpe fatta di latte di cocco, farina di riso e curcuma. All'interno si farcisce con carne di maiale, germogli di soia, verdure e salsa di pesce.

### Verdure e cibi al vapore

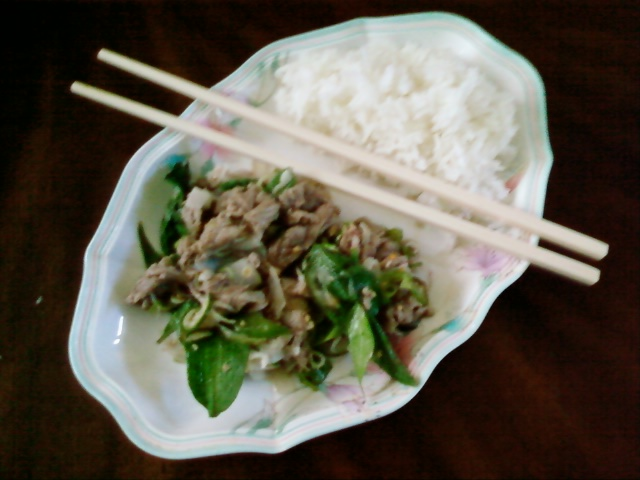
Pleah, insalata di manzo con prahok

- Amok trey: probabilmente il piatto cambogiano più conosciuto tra i visitatori, consiste in un filetto di pesce d'acqua dolce (comunemente testa di serpente o pesce gatto del Mekong) ricoperto da un kroeung aromatico (scalogno, citronella, aglio, lime kaffir), arachidi tritati, latte di cocco e uova e poi avvolto in foglie di banano e cotto a vapore fino a raggiungere una consistenza simile alla mousse.
- Pleah sach ko: insalata di manzo al lime e prahok, condita con scalogno asiatico a fette, arachidi tostate tritate ed erbe fresche come menta e basilico. A volte noto come ceviche di manzo cambogiano, è molto popolare in occasione di matrimoni e occasioni speciali.
- Ban hawy
- Bok l'hong: insalata di papaya verde, pestata in un mortaio. Può includere curry, basilico asiatico, fagiolini, arachidi tostate, pomodorini, granchi piccoli di risaia in salamoia, pesce affumicato o essiccato e peperoncino, condito con succo di lime e salsa di pesce.
- Naem chhaw: rotolo di verdure cotte al vapore e carni e avvolte nella carta di riso (Nem in lingua khmer) prodotta secondo una tecnica tradizionale cambogiana nelle fattorie di Battambang. Si tratta della versione cambogiana degli involtini primavera.
- Num chang: gnocco di riso glutinoso a forma triangolare cotto a vapore in foglie di banano. Ha origine cinese e può contenere diversi tipi di ripieno.

### Dessert

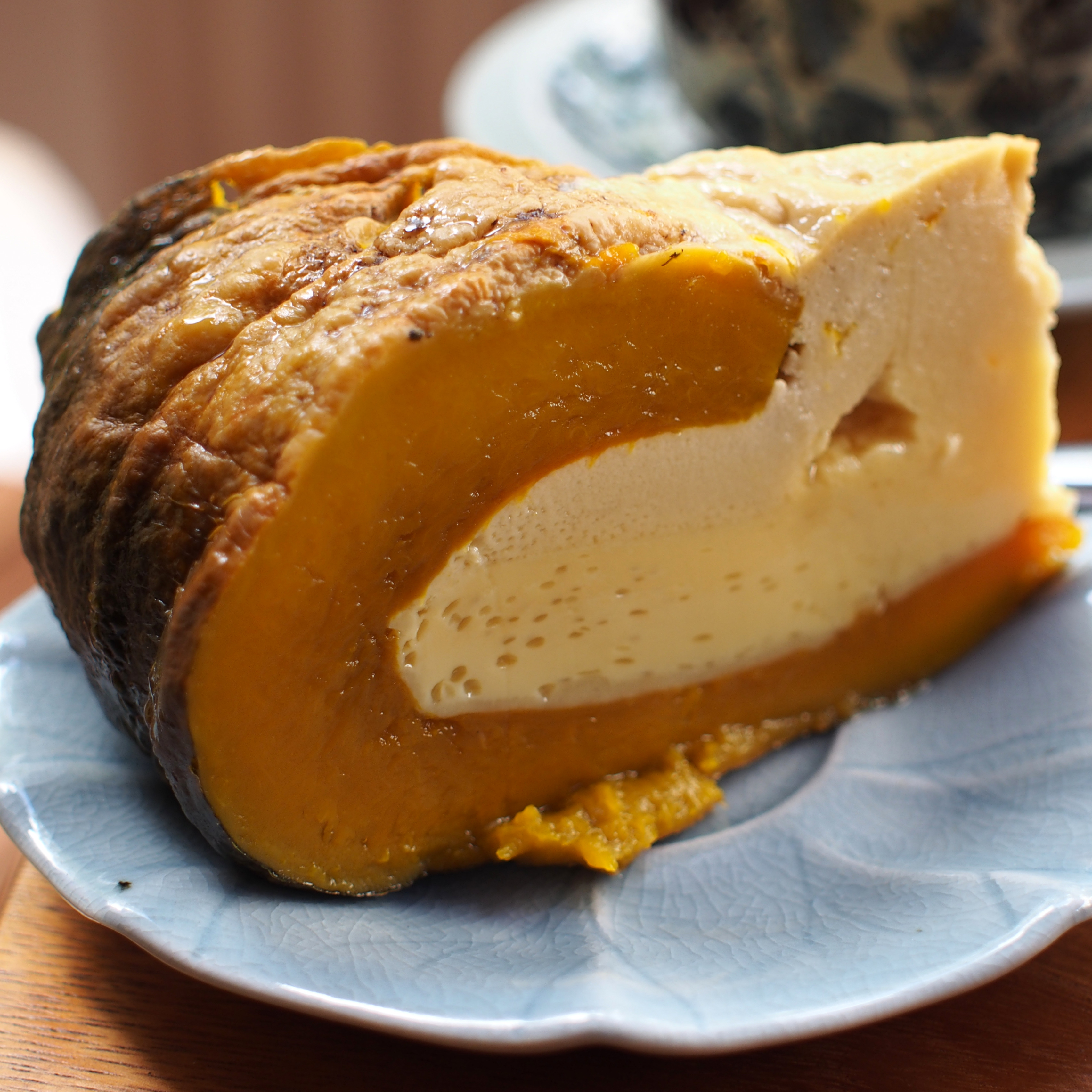
Sankya lapov, un dolce a base di zucca e crema di cocco

La cucina cambogiana offre una varietà di dessert simile ai vicini del sud-est asiatico. In particolare sono presenti budini chiamati Cha Houy Tuek o Babor P'aem a seconda degli ingredienti.
- Nom Lort: è un dolce formato da vermicelli di gelatina di colore verde a base di farina di riso in un liquido di latte di cocco, acqua e zucchero di palma.
- Sankya lapov: è un dolce di origine thailandese, fatto di zucca e crema di cocco.
- Kralan: è un dessert fatto di riso con fagioli o piselli, cocco grattugiato e latte di cocco, zucchero di palma e talvolta sesamo, il tutto cotto in un palo di bambù che viene lentamente arrostito sul carbone.
- Num yip: è un dessert a forma di stella fatto di tuorlo d'uovo, farina e zucchero.
- Num kroch: di origine cinese, è una palla fritta di riso glutinoso e sesamo con un ripieno di fagioli verdi. Il suo nome significa "torta all'arancia" a causa della sua forma e del colore che assume dopo la frittura.
- Num ansom chek: è una torta di riso cilindrica avvolta in foglie di banano e riempita di banane.

## Bevande
- Tè Khiev: è il classico tè verde che viene comunemente servito nei ristoranti, sia caldo che freddo.
- Sra Poas: è un liquore ottenuto usando come base un serpente. Spesso viene utilizzato a scopi medici.
- Sra Sar: è un liquore distillato a base di riso consumato durante le ricorrenze. Viene anche utilizzato anche nella medicina tradizionale khmer come rimedio per diversi tipi di dolori.